# Elektriciteitscentrale Mannheim
Elektriciteitscentrale Mannheim (Grosskraftwerk Mannheim, GKM) is een steenkool-gestookte centrale langs de Rijn bij Mannheim.
De uitbater GKM werd in 1921 opgericht. De centrale heeft totaal 9 blokken, die stroom en warmtedistributie leveren. De krachtcentrale levert ongeveer 15% van de stroom van het Duitse spoorwegennet.
Het nieuwste blok 9, met een machinehal van 120 meter hoog, werd in 2015 in gebruik genomen.
Dit blok verving blok 3 en 4, die zijn uitgeschakeld.
| blok   | Vermogen | Inbedrijfname | Stillegging | schoorsteenhoogte |
| ------ | -------- | ------------- | ----------- | ----------------- |
| blok 1 | 220 MW   | 1954          | 1993        |                   |
| blok 2 | 220 MW   | 1962          | 1993        |                   |
| blok 3 | 220 MW   | 1966          | 2015        |                   |
| blok 4 | 220 MW   | 1970          | 2015        |                   |
| blok 5 | 220 MW   | 1973          | 2000        |                   |
| blok 6 | 280 MW   | 1975/2005     |             |                   |
| blok 7 | 475 MW   | 1983          |             |                   |
| blok 8 | 480 MW   | 1993          |             | 200               |
| blok 9 | 911 MW   | 2015          |             | 180               |

## Externe links

logo GKM
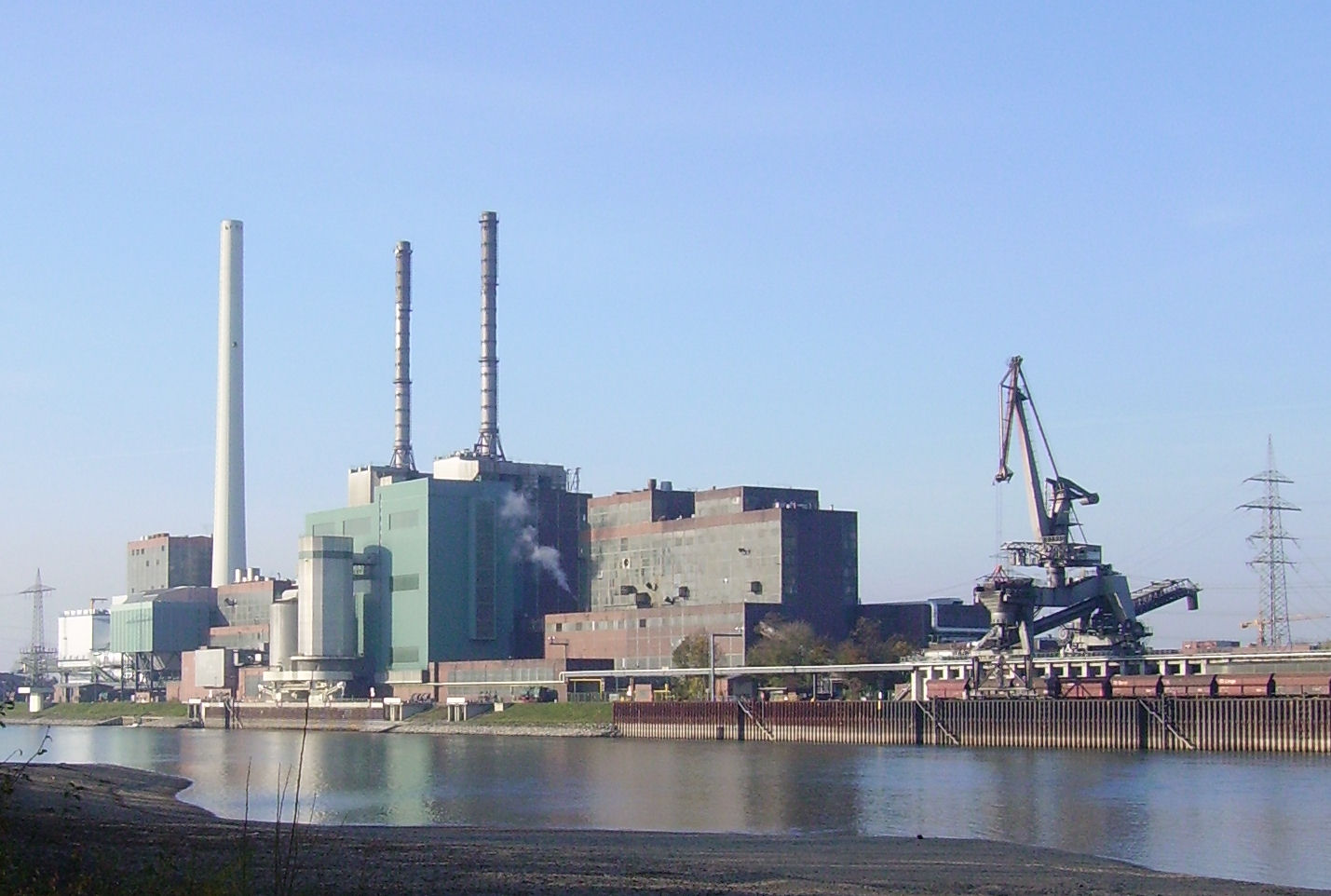
blok 3 tm 6
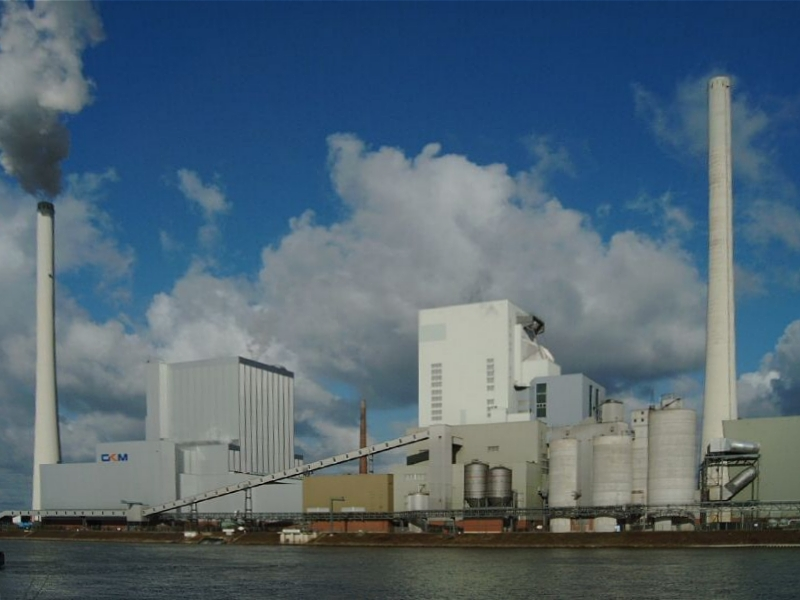
blok 7 en 8
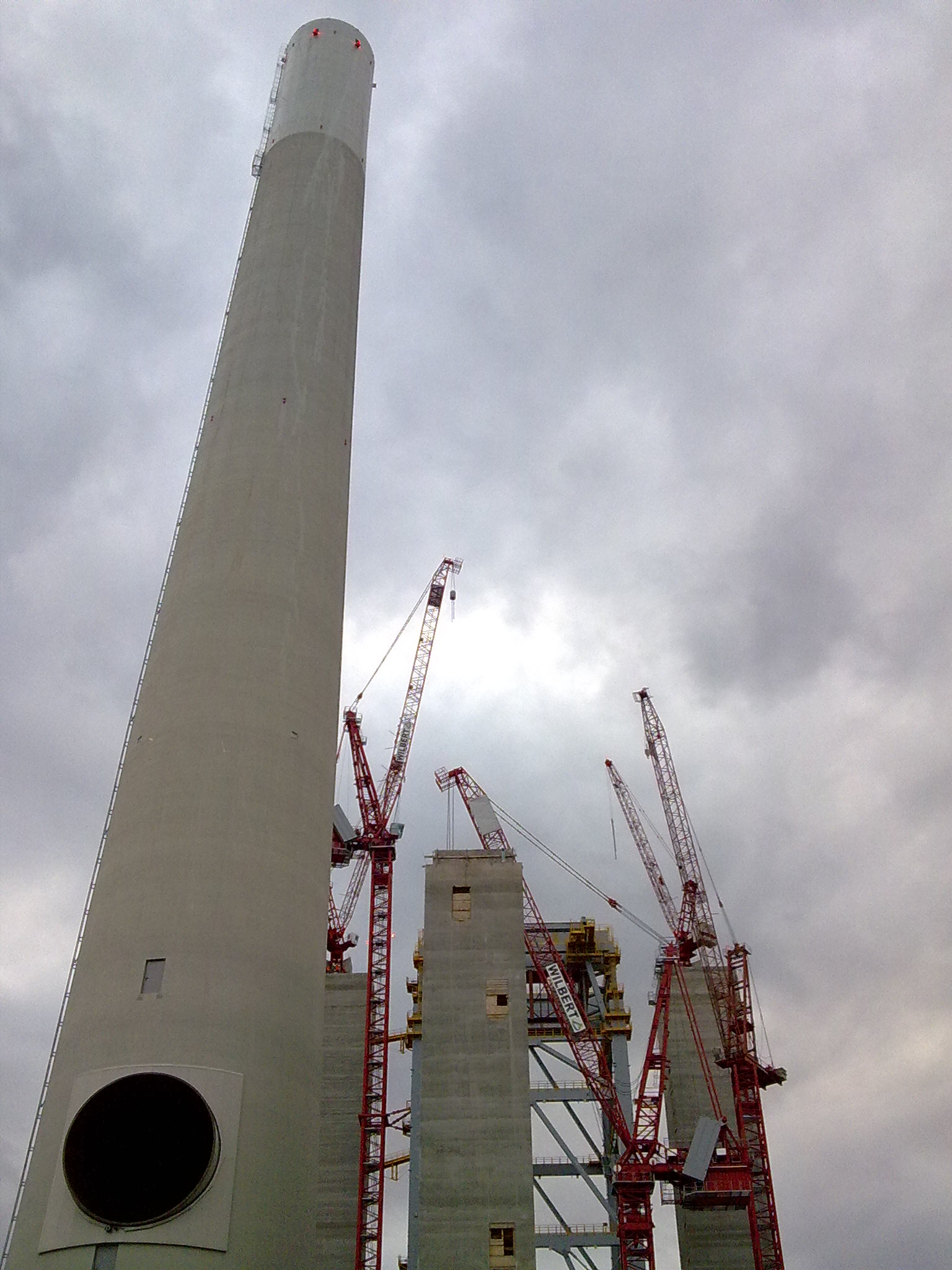
blok 9 in aanbouw (2011)
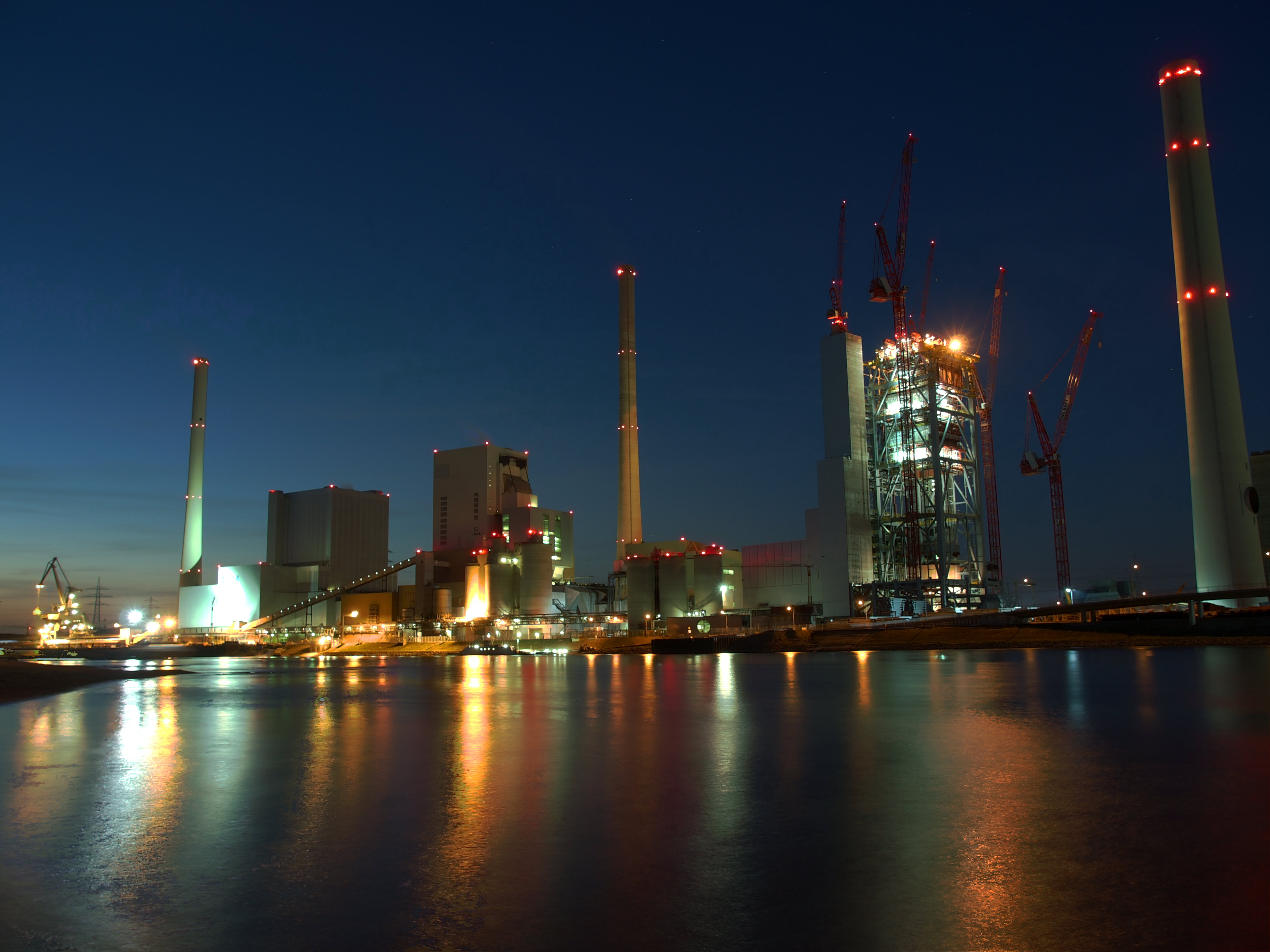